# Франк фон Кронберг
Франк фон Кронберг (на немски: Frank von Kronberg; †сл. 12 октомври 1522) е благородник от рицарския род Кронберг (в Таунус).
Той е син на Франк фон Кронберг (1414 – 1490) и съпругата му Маргарета (Мерге, Мария) фон Хелфенщайн († 1471), правнучка на Херман III фон Хелфенщайн († 1354/1357), дъщеря на Йохан III фон Хелфенщайн-Шпуркенбург, гранд маршал на Трир († 1424) и Анна Валдбот. Внук е на Филип 'Стари' фон Кронберг, байлиф на Епщайн и Бутцбах (1393 – 1447/1449) и Аделхайд фон Ербах († 1421).

## Фамилия
Франк фон Кронберг се жени ок. 1477 г. за Маргарета фон дер Лайен († сл. 1527), дъщеря на Георг I фон дер Лайен († 1509) и Ева Маухенхаймер фон Цвайбрюкен († 1512). Те имат децата:
- Каспар фон Кронберг († 8 септември 1520, погребан в Кронберг), женен пр. 23 януари 1509 г. за Катарина фон Кронберг († 26 март 1563, погребана в църквата в Кронберг), дъщеря на Филип фон Кронберг († 1510) и Катарина фон Бах († 1525)
- Ева фон Кронберг († сл. 1571), омъжена ок. 13 юни 1522 г. за Волф фон Мудерсбах, байлиф на Вестербург († 21 май 1569/27 ноември 1570)